# بن گیل
بن گیل (انگلیسی: Ben Gill؛ زادهٔ ۴ اکتبر ۱۹۸۷) فوتبالیست اهل بریتانیا است. او در پست هافبک بازی می‌کند و در سال ۲۰۰۵ به باشگاه فوتبال واتفورد پیوست.
از باشگاه‌هایی که در آن بازی کرده‌است می‌توان به باشگاه فوتبال چلتنهام تاون، باشگاه فوتبال ویموث، باشگاه فوتبال ویلدستون، باشگاه فوتبال واتفورد، باشگاه فوتبال فارست گرین راورز، باشگاه فوتبال کراولی تاون، باشگاه فوتبال کمبریج یونایتد، و باشگاه فوتبال آرسنال اشاره کرد.